# Paula Guerrero Sanz
Paula Guerrero Sanz (València, 20 de setembre de 1996) és una futbolista valenciana que juga de migcampista al València.
Guerrero va començar la seua carrera al Llevant B, i posteriorment marxa als Estats Units, on milita als Ball State Cardinals. El 2019 fitxa pel València CF, inicialment com a jugadora del filial però compaginant-ho amb el primer equip.
El 2022 pateix un trencament de lligament encreuat i menisc en un partit amistós contra la selecció espanyola sots-19.